# Federalistisch Volksfront
Het Federalistisch Volksfront was een Belgische politieke partij actief in Antwerpen.

## Historiek
De partij werd opgericht in 1936 door Leo Augusteyns en enkele medestanders uit onvrede met de gevolgde koers binnen het Vlaamsche Front en de toenadering tussen deze partij en het Vlaamsch Nationaal Verbond (VNV). Het Federalistisch Volksfront was antifascistisch en een voorstander van een federaal gestructureerd België.
Vanaf juli 1937 nam de partij deel aan het politiek kartel Vlaamsch Blok voor Zelfbestuur en Demokratie samen met de Vlaamsche Kommunistische Partij (VKP, o.a. Georges Van den Boom en Jef Van Extergem), de Radikale Partij (o.a. Raphaël Maudoux) en de Kollektivistische Orde (o.a. Jan Laureys).
Later werd het Federalistisch Volksfront omgevormd tot het Radikaal Vlaamsch en Antifascistisch Verbond waarbij ook ex-Vlaamsch Fronters Karel Angermille en Firmin Mortier aansloten.